# Найт, Фил
Фил Найт (англ. Phil Knight; род. 24 февраля 1938) — американский бизнесмен, один из основателей компании Nike. Выпускник Орегонского университета и Стэнфордской школы бизнеса. В 2006 году сделал наибольшее пожертвование от частного лица в истории Стэнфордской школы бизнеса. В 2016 году внёс 400 миллионов долларов в программу стипендий Найт-Хеннесси Стэнфорда.
Найт родился в Портленде, штат Орегон. После окончания Орегонского университета его призвали на службу в армию. После года службы он поступил в Стэнфордскую школу бизнеса, которую окончил дипломированным магистром в 1962 году. После окончания он отправился в путешествие по миру, в Японии Найт узнал о бренде спортивной обуви Тайгер, которую решил распространять в США. По прибытии в США Найт работал бухгалтером в Портленде. Примерно через год он получил первые образцы Тайгер и связался со своим тренером Биллом Бауэрманом. Они создали предприятие «Blue Ribbon Sports», которое затем превратилось в Nike. Первоначально оно специализировалась на заказе кроссовок в азиатских странах и последующей продаже их на американском рынке.